# 四春里
22°33′17″N 120°34′39″E / 22.55463650438728°N 120.57760147707707°E
四春里是屏東縣潮州鎮的其中一里，位於鎮內東北部，南接泗林里、東鄰萬巒鄉新置村、北面與鹿寮村、萬全村、佳佐村接壤

## 歷史沿革
古時稱四塊厝庄，因當時有四戶組成稱為四塊厝，至台灣光復後改為四春里。

## 宮廟
四春三山國王廟。